# Judas (chanson)
Pour les articles homonymes, voir Judas (homonymie).
Singles de Lady Gaga
Born This Way The Edge of Glory
Pistes de Born This Way
Government Hooker Americano
Judas est une chanson de l’artiste américaine Lady Gaga. Il s’agit du second single de son troisième album studio, Born This Way. Le morceau est dévoilé le 15 avril 2011, cinq jours avant la sortie initiale prévue par Interscope Records. Écrite et produite par Lady Gaga ainsi que RedOne, Judas adopte un style dance malgré son sujet posé, qui aborde la trahison et l’amour. La piste raconte tous les incidents ayant hanté Gaga dans le passé, faisant ainsi référence aux mauvaises relations qu’elle a vécues peu avant son ascension et qui, après un certain temps, ont resurgi dans sa vie.
Possédant quelques similarités avec certains précédents singles de Gaga tels que Poker Face, LoveGame, Bad Romance et Alejandro, Judas contient trois crochets distincts et un pont, qui est influencé par un courant de musique house, de dubstep et de tribal-techno. Gaga explique que les lignes citées dans cette dernière partie transmettent un message suggérant qu’elle-même ne pense pouvoir racheter ses erreurs aux yeux des traditionalistes. En effet, vu la place qu’est censée occuper la femme dans cette coutume, Gaga soutient ne pouvoir convenir à ce mode de vie. La pochette du single est conçue par la chanteuse avec le logiciel Microsoft Word. Elle illustre une croix rouge et le mot « Judas » en lettres majuscules positionnés sur un fond noir. Pour ajouter une texture à la couverture, Gaga s’est photographiée elle-même puis y a ajouté l’image en transparence.
Les critiques musicaux déplorent les grandes ressemblances entre Judas et Bad Romance, mais saluent toutefois la production de la chanson, complimentant son énergie et son court break. Les premiers jours après sa sortie, Judas voit ses ventes très fortes. Néanmoins, celles-ci baissent rapidement. Le morceau réussit malgré tout à atteindre le « top 10 » de la plupart des hit-parades nationaux.. Il apparait donc brièvement à la première place du palmarès sud-coréen et du Hot Dance Club Songs, compilant les diffusions dans les nights-clubs américains.
En avril 2011, un vidéoclip co-réalisé par Gaga et Laurieann Gibson est filmé pour promouvoir la chanson. Il met en scène l’acteur Norman Reedus, qui incarne Judas Iscariote, ainsi que Gaga, dans le rôle de Marie de Magdala, et narre un ensemble de récits bibliques. La vidéo relate l’histoire de missionnaires modernes se rendant à Jérusalem. Elle inclut quelques passages abordant la violence qu’infligeait Judas à Jésus. Peu avant sa sortie, la ligue catholique américaine condamne Gaga pour l’utilisation religieuse allégée dont le vidéoclip fait part ainsi que pour le personnage qu’elle endosse. Toutefois, les critiques saluent en général le vidéoclip dans son ensemble, soulignant que rien y figurant n’est offensant. Également louangée pour ses références culturelles et artistiques, la vidéo marque quelques clins d’œil, notamment au tableau La Naissance de Vénus, peint par Sandro Botticelli, à l’Œil Oudjat ainsi qu’à plusieurs films tels que L'Équipée Sauvage et Roméo + Juliette,. Le clip est nommé dans deux catégories aux MTV Video Music Awards 2011, mais ne remporte finalement aucun des trophées. Gaga interprète la chanson dans le cadre de plusieurs programmes télévisés, dont The Graham Norton Show, Saturday Night Live, Good Morning America et l’édition française de X Factor.

## Genèse
Au cours d’une interview pour Vogue, Gaga révèle que son prochain single s’intitule « Judas ». Le 14 février 2011, elle confirme l’information lors de l’émission radiophonique de Ryan Seacrest, ajoutant que RedOne co-produit la chanson. Lors des 53e Grammy Awards, Seacrest affirme à MTV News que Judas est encore plus controversée que Born This Way, précisant qu’elle choque davantage,. Plus tard, au Last Call with Carson Daly, Gaga explique à l’animateur que la piste relate l’histoire d’une femme devenant continuellement amoureuse du mauvais homme. Elle ajoute : « Judas est une chanson très, très sombre. C’est radical-chic »,. Dans le cadre d’une interview avec MSN Canada, Gaga élabore sur les métaphores et la connotation du titre :

« Judas est une métaphore ainsi qu’une analogie à propos du pardon, de la trahison et des choses qui hantent votre vie. C’est une chanson exprimant ma façon de penser : le mauvais en vous brille ultimement pour montrer au grand jour le meilleur en vous. Un jour, quelqu’un m’a dit, « Si tu n’as pas d’ombre, alors tu n’es pas dans la lumière ». Le morceau résume cela. Il faut autant accueillir le bien que le mal pour finalement comprendre et pardonner nos démons du passé puis progresser et avancer dans le futur. J’aime les métaphores très agressives — plus fortes, plus dures, plus sombres —, tout comme mes fans. Judas est donc une métaphore particulièrement provocante et brutale, mais reste une métaphore. »

Gaga compare la signification de la chanson à une scène dans laquelle quelqu’un marche vers la lumière, l’espoir, alors que le diable se camoufle derrière celle-ci et s’y accroche. Éclairant le sens de certains passages du morceau, Gaga affirme : « Je chante à propos de la folle que je suis et du fait que, malgré la cruauté de certains moments et relations de ma vie, je suis toujours en amour avec Judas. Je reviens toujours vers ces choses maléfiques ». Lors d’une interview avec Google, Gaga ajoute que la chanson a pour but d’afficher une partie plus sombre d’elle-même, la rendant ainsi lumineuse. La chanteuse mentionne aussi que le titre prône le pardon de soi-même, qui, selon elle, permet d’avancer dans la vie. Au courant d’une entrevue accordée à Popjustice, Gaga clarifie que beaucoup de choses de son passé l’ont hantée — ses propres choix, certains hommes, l’abus de drogue, la peur de retourner à New York, de confronter ses anciennes histoires amoureuses. Subséquemment, Gaga conclut que Judas représente à ses yeux quelque de chose de mal, quelque chose auquel elle ne peut échapper. Elle déclare : « Je persiste à voyager entre les ténèbres et la lumière afin de comprendre qui je suis réellement ».

## Pochette et sortie

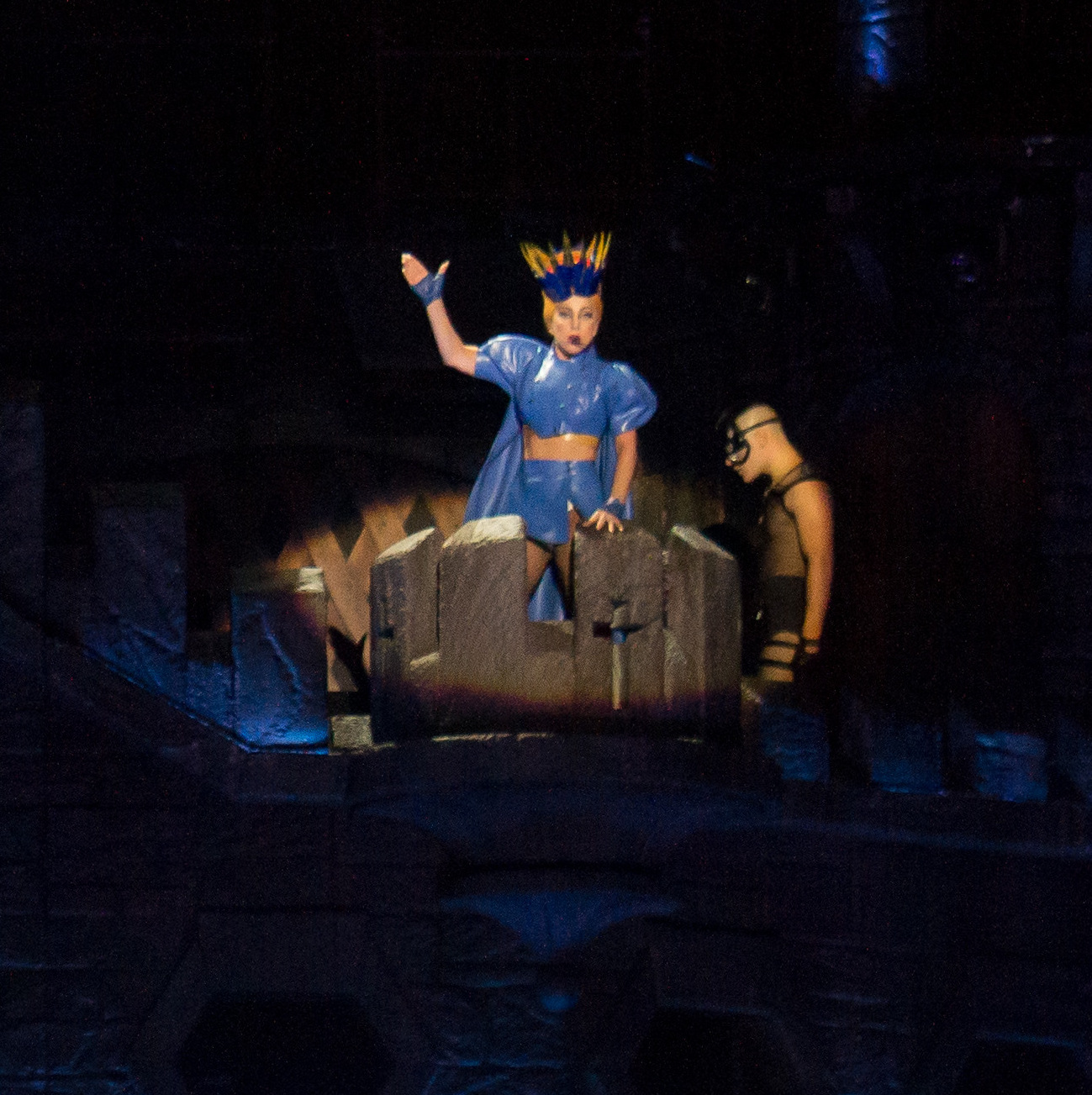
Gaga chante "Judas" lors d'un concert de la tournée Born This Way Ball Tour en Australie.

Dans le 42e épisode d’une websérie créée par Gaga, intitulée Transmission Gagavision, la pochette du single est révélée. Celle-ci, conçue par la chanteuse sur le logiciel Microsoft Word, illustre le mot « Judas », écrit en lettres majuscules rouges avec la police Impact, positionné sur un fond noir. Sous le texte est dessinée une croix chrétienne rouge sur laquelle figure un cœur. Afin d’adjoindre de la texture à la couverture, Gaga a, avec son téléphone cellulaire, photographié le fond d’écran de son ordinateur, ajoutant ainsi des pixels à la croix et à l’écriture. Elle s’est par la suite photographiée elle-même puis a ajouté l’image sur la pochette, créant par le même fait une réflexion de son visage et de ses mains,. Le web-épisode en question montre également Gaga et son équipe créative, la Haus of Gaga, discutant des derniers détails de la sortie de l’album Born This Way, lors d’une réunion. Toujours dans la même séquence se trouvent plusieurs photographies entourant Gaga, certaines d’entre elles étant reliées à Judas selon MTV. Par la suite, il est officialisé que l’une d’entre elles se trouve bel et bien à être la pochette du single. Dans un article pour MTV, Jocelyn Vena associe la pochette au film Roméo et Juliette, réalisé par Baz Luhrmann, assurant que celle-ci aurait même pu en faire la promotion.
Au cours de l’épisode précédent de Transmission Gagavision, le 41e, Gaga annonce que la chanson sortira bientôt. Pour accompagner la nouvelle, elle ajoute une phrase abstraite disant : « Laissons le baptême culturel commencer. S’ils n’étaient pas qui vous pensiez qu’ils étaient, leur ferez-vous toujours confiance ? ». L’envoi de Judas aux stations radiophoniques est initialement prévu pour le 19 avril 2011, coïncidant donc avec sa sortie numérique. Toutefois, le 15 avril 2011, quatre jours avant la date annoncée, le titre est piraté puis mis en ligne illégalement. La sortie est alors devancée dans le but de contre-attaquer face aux pirates informatiques. Peu avant le dévoilement officiel, Gaga tweete certaines informations à propos du single, écrivant : « Brandissez vos pattes pour Judas. J’ai appris que l’amour est comme une brique, vous pouvez l’utiliser pour bâtir une maison ou pour détruire un corps mort. » Le 15 avril 2011, quelques heures avant la première diffusion radiophonique de la piste, Gaga publie un nouveau message: « Le vrai Judas : Il est partout, désormais. N’arrêtez pas jusqu’à ce qu’il soit vôtre ». Au Royaume-Uni, la chanson effectue sa première sur Capital FM Network dans le cadre du programme de nouveautés quotidiennes. Quelques jours plus tard, Gaga aborde le piratage du morceau dans le 43e épisode de sa websérie. Affirmant qu’il s’agit d’une désincarnation, elle déclare : « Un mort lente! Sortez-moi de cette misère, faites simplement diffuser ce titre. Ces personnes dissèquent ma chanson membre par membre. Ça a d’abord été son bras, puis son foie ».

## Composition
Fernando Garibay affirme que Judas est similaire à certains des précédents singles de Gaga, dont Poker Face, LoveGame, Bad Romance et Alejandro. Selon Jocelyn Vena de MTV, musicalement, la piste affiche la chanteuse sur un territoire foulé à de nombreuses reprises, mais, vocalement, totalement novateur. D’après Popjustice, au niveau des couplets et du pré-refrain, Gaga se lance dans style créole jamaïcain mi-chanté et mi-rappé. Le titre contient trois crochets, s’entamant avec la ligne « Oh-oh-oh-oh, I’m in love with Judas », qui est agrémentée par de nombreux synthétiseurs. S’ensuit un tintement de notes électroniques alors que Gaga chante « Judahh/ Juda-a-ah/ Gaga ». L’énonciation de ces derniers mots est comparée au couplet d’ouverture de Bad Romance, titre publié en 2009. Au même moment, les chants de Gaga sont partiellement parlés et par moments prononcés avec un accent caribéen. Le premier couplet venu, la ligne ci-suit est relatée : « When he comes to me I am ready/ I’ll wash his feet with my hair if he needs/ Forgive him when his tongue lies trough his brain/ Even after three times, he betrays me/ I’ll bring him down, no crown », se traduisant par « Lorsqu’il m’appellera je serai prête/ Je laverai ses pieds avec mes cheveux s’il en a besoin/ Lui pardonnerai lorsqu’il me mentira/ Même après qu’il m’ait trahi par trois fois/ Je le détruirai, sans couronne ». Par la suite, le ton s’adoucit lors du commencement du refrain, dont la mélodie est influencée par la pop des années 1980. Le rythme augmentant graduellement, Gaga chante les paroles « I’m just a holy foold/ Oh, baby, it’s so cruel/ But I’m still in love with Judas, baby », qui se traduisent par « Je ne suis qu’une sainte idiote/ Oh, bébé, c'est si cruel/ Mais je suis toujours amoureuse de Judas, bébé ».
Le second couplet et le refrain passés, la chanson se poursuit avec un break influencé par la house. Gaga y chante quelques lignes de la même façon que dans Born This Way, premier single de l’album portant le même nom. Elle module postérieurement la ligne « I wanna love you/ But something’s pulling me away from you/ Jesus is my virtue, Judas is the demon I cling, I cling to » qui se traduit par « Je veux t’aimer/ Mais quelque chose m’éloigne de toi/ Jésus est ma vertu/ Judas est le démon auquel je m’accroche, auquel je m’accroche ». Dans cette partie, la voix de Gaga est comparée à celle de Rihanna par Matthew Perpetua du Rolling Stone. Ce dernier ajoute que, toujours dans la même séquence, le chant de Gaga paraît moins sombre et dramatique, allant même jusqu’à saluer sa « douceur pétillante ». Selon Popjustice, le break s’assimile de nombreuses façons avec le genre musical tribal-techno alors que le morceau en entier possède la prestance « d’un immoral hymne turbo electrogothique ». De son côté, Dan Martin de NME écrit que le break se classe plutôt dans un style dubstep, notifiant également que le refrain est « de la pop pure ». Concernant le corps entier de la piste, certaines ressemblances avec Bad Romance lui sont reprochées par les journalistes. Celles-ci sont, d’après Gaga, délibérées. Elle explique que, malgré l’importance d’aller vers de nouveaux horizons, elle désire imbiber certains de ses morceaux d’un son caractéristique. Elle élabore en disant : « Je souhaitais que Judas soit une évolution d’où je me trouvais avant, tout en désirant qu’elle rappelle aux gens ce que j’ai réalisé dans le passé ». Selon une fiche musicale publiée sur Musicnotes par l’intermédiaire de Sony/ATV Music Publishing, le titre se range dans une signature rythmique commune, et est composé dans la clef de C mineur en plus de posséder un tempo de 140 battements par minute. Quant à elle, la voix de Gaga varie entre les notes B♭3 et E♭5 tandis que la chanson suit une progression d'accords de A♭–Fm7–Cm–B♭–Cm.
En février 2011, Gaga publie certaines paroles du titre puis, le mois suivant, en révèle davantage lors d’une interview pour Google. La chanteuse confirme par le même fait que le morceau est inspiré du personnage biblique Judas Iscariote. Selon Popjustice, les paroles de Judas racontent l’histoire d’une personne, trahie, contemplant sa vengeance. Toutefois, après un court temps, celle-ci est prise de peur par ses propres agissements. Le « milieu huit » de la chanson, mettant en scène les paroles « But in the cultural sense I just speak in future tense. Judas kiss me if offenced, or wear an ear condom next time », se traduisant par « Mais au sens culturel je ne parle qu’au futur. Judas embrasse-moi si tu es offensé, ou porte un préservatif d’oreilles la prochaine fois », traite des divergences qu’entretient Gaga avec les traditionalistes. Selon elle, vu la place qu’est censée occuper la femme chez ces derniers, elle ne peut convenir à ce mode de vie. Elle explique, affirmant : « Je ne veux pas que les traditionalistes me pardonnent, car, au niveau culturel, je crois être parfaitement juste. S’ils n’aiment pas ma façon d’agir, qu’ils portent des bouches-oreilles »! Globalement, le titre concerne la vie privée de Gaga, mais, lors du « milieu huit » touche sa vie publique, deux thèmes qui sont explorés ailleurs dans l’album Born This Way.

## Vidéoclip
Le clip de Judas a été filmé le 2 avril et le 3 avril, et il a été dirigé par Lady Gaga et Laurieann Gibson. Lady Gaga a décrit le tournage et la direction comme « le moment le plus excitant de ma carrière artistique. C'est la plus grande œuvre que nous avons faite. » Le rôle de Judas est interprété par l'acteur américain Norman Reedus. Lors d'un concert aux États-Unis en avril 2011, la chanteuse annonce que le clip sera dévoilé lors de la première semaine de mai, sur le plateau de l'émission American Idol. Il est diffusé pour la première fois le 3 mai.
Le scénario débute par Jésus et les douze apôtres en bikers sur des motos (leurs noms sont cloutés dans le dos de leurs blousons de cuir) ; Gaga est Marie-Madeleine, le personnage du Nouveau Testament, assise sur la moto du Messie (Jesus qui est joué par Rick Gonzalez) qui porte une couronne d'épines stylisée sur ses tresses. Judas, présenté comme le traitre avec ses lunettes noires, les dépasse. Ils arrivent à la tombée de la nuit dans une auberge, sorte de cour des miracles où débute la chorégraphie, qui utilise de larges voiles et déhanchements orientaux. Le script suit la progression des Évangiles, mais tout au long du développement, Gaga n'arrive pas à choisir entre un Jésus impassible qui accomplit sa mission et un Judas plus charnel, dans une sorte de Jules et Jim biblique. Elle arbitre finalement cette querelle avec un pistolet (Desert Eagle), d'où sort un bâton de rouge à lèvres dont elle marque Judas, puis elle en arrive à leur laver les pieds à tous les deux, installés dans le même bassin de fontaine.
Il y a après ça un break : elle apparaît seule sur un rocher, menacée par une immense vague. Cette scène accentue l'aspect religieux du clip, puisqu'il rappelle Moïse : en effet, Moïse a séparé la mer en deux pour laisser passer les croyants, et l'a "fermée" pour ne pas laisser passer les Égyptiens qui ne croyaient pas en un Dieu unique. Dans ce clip, Marie Madeleine, n'étant pas sauvée des vagues comme l'étaient les croyants, est comme ex-communiée et bannie de l'Église, par sa trahison d'adultère envers Jésus. Vient ensuite le baiser de Judas et l'épisode du Christ devant Pilate. À la fin du clip, Gaga / Marie-Madeleine est lapidée par la foule et tombe anéantie, habillée comme une Vierge dans les processions de la Passion, pendant la Semaine Sainte en Espagne. En plus de la modernisation de l'iconographie sulpicienne par des allusions à l’esthétique punkie de Madonna première période[réf. souhaitée], la référence à l'art contemporain, toujours présente dans les clips de l'artiste[réf. souhaitée], se situe au second break, au moment du lavement des pieds.
Sur M6 Music, la scène où Lady Gaga est lapidée est censurée.

## Liste des éditions
| - Téléchargement numérique mondial 1. Judas – 4:09 - CD single allemand 1. Judas – 4:10 2. Born This Way (Twin Shadow Remix) – 4:19 - Téléchargement numérique canadien & américain Judas – The Remixes 1. Judas (Goldfrapp Remix) – 4:42 2. Judas (Hurts Remix) – 3:57 3. Judas (Mirrors Une Autre Monde – Nuit) – 6:14 4. Judas (Guena LG Club Remix) – 7:41 5. Judas (John Dahlback Remix) – 6:01 6. Judas (Chris Lake Remix) – 5:09 7. Judas (R3HAB Remix) – 4:56 | - Téléchargement numérique américain « chanson bonus » 1. Judas (Thomas Gold Remix) – 5:32 - Téléchargement numérique européen Judas – The Remixes Part 1 1. Judas (Goldfrapp Remix) – 4:42 2. Judas (Hurts Remix) – 3:56 3. Judas (Mirrors Une Autre Monde – Nuit) – 6:14 4. Judas (Guena LG Club Remix) – 7:40 - Téléchargement numérique européen Judas – The Remixes Part 2 1. Judas (Röyksopp's European Imbecile Mix) – 3:15 2. Judas (John Dahlback Remix) – 6:00 3. Judas (Chris Lake Remix) – 5:09 4. Judas (R3HAB Remix) – 4:56 5. Judas (Mirrors Une Autre Monde Mix – Jour) – 4:17 |

## Certifications
| Pays        | Certification |
| ----------- | ------------- |
| États-Unis  | 2 × Platine   |
| Royaume-Uni | Or            |